# سیارک ۱۸۹۹۴۸
سیارک ۱۸۹۹۴۸ (به انگلیسی: 189948 Richswanson، نامگذاری:2003UM4) صد و هشتاد و نه هزار و نهصد و چهل و هشتمین سیارک کشف شده است که در ۱۶ اکتبر ۲۰۰۳ کشف شد.